# Pteromalus exanimis
Pteromalus exanimis är en stekelart som beskrevs av Charles Thomas Brues 1910. Pteromalus exanimis ingår i släktet Pteromalus och familjen puppglanssteklar. Inga underarter finns listade i Catalogue of Life.